# Jokin Errasti Aranbarri
Jokin Errasti, conegut com a Errasti, (Azkoitia, 1 de juliol de 1966) és un ex-pelotari professional basc, en la modalitat de mà. Va debutar com a professional el juliol de 1985 en el frontó Zinema de Zarautz, i es va retirar el 30 de desembre de 2006 en el frontó Beotibar de Tolosa (Navarra), quan es va retirar tenia el record històric de 33 partits imbatut.
Encara que es va retirar del món de la pilota, va seguir en contacte com a comentarista en els partits televisats en Euskal Telebista i actualment al programa FrontonTV que emet la cadena Nitro

## Palmarès
- Campio del Campionat Manomanista de pilota basca el 1998.
- Campio del Campionat Manomanista de pilota basca de Segona en 1991.
- Subcampió del Campionat d'Euskadi del Quatre i mig el 1992.
- Subcampio del  Campionat per parelles l'any 2000.

## Finals de mà per parelles
| Any     | Campions             | Subcampions      | Tanteig | Frontó    |
| ------- | -------------------- | ---------------- | ------- | --------- |
| 1997-98 | Unanue - Errasti     | Etxaniz - Elkoro | 22-21   | Atano III |
| 2000    | Titin III - Lasa III | Unanue - Errasti | 22-19   | Ogueta    |

## Finals Quatre i mig
| Any  | Campió | Subcampeón | Tanteig | Frontó   |
| ---- | ------ | ---------- | ------- | -------- |
| 1992 | Eugi   | Errasti    | 22-12   | Astelena |

## Finals del manomanista de 2a categoria
| Any  | Campió    | Subcampeón | Tanteig | Frontó |
| ---- | --------- | ---------- | ------- | ------ |
| 1987 | Urra      | Errasti    | 22-16   | Anoeta |
| 1990 | Soroa III | Errasti    | 22-17   | Anoeta |
| 1991 | Errasti   | Muntion    | 22-08   | Anoeta |